# Маунт-Дезерт (Мен)
Маунт-Дезерт (англ. Mount Desert) — місто (англ. town) в США, в окрузі Генкок штату Мен. Населення — 2146 осіб (2020).

## Демографія
Згідно з переписом 2010 року, у місті мешкали 2053 особи в 984 домогосподарствах у складі 586 родин. Було 2287 помешкань
Расовий склад населення:
| - 98,1 % — білих - 0,7 % — азіатів - 0,3 % — чорних або афроамериканців - 0,1 % — корінних американців |

До двох чи більше рас належало 0,7 %. Частка іспаномовних становила 0,9 % від усіх жителів.
За віковим діапазоном населення розподілялося таким чином: 16,5 % — особи молодші 18 років, 62,1 % — особи у віці 18—64 років, 21,4 % — особи у віці 65 років та старші. Медіана віку мешканця становила 50,7 року. На 100 осіб жіночої статі у місті припадало 93,1 чоловіків;  на 100 жінок у віці від 18 років та старших — 93,3 чоловіків також старших 18 років.
Середній дохід на одне домашнє господарство  становив 93 366 доларів США (медіана — 68 713), а середній дохід на одну сім'ю — 120 445 доларів (медіана — 96 818). Медіана доходів становила 50 125 доларів для чоловіків та 44 063 долари для жінок. За межею бідності перебувало 5,1 % осіб, у тому числі 6,7 % дітей у віці до 18 років та 2,6 % осіб у віці 65 років та старших.
Цивільне працевлаштоване населення становило 938 осіб. Основні галузі зайнятості: освіта, охорона здоров'я та соціальна допомога — 31,1 %, роздрібна торгівля — 12,3 %, науковці, спеціалісти, менеджери — 12,2 %.